# Kleuelshöhe
Die Hofschaft Kleuelshöhe ist ein Ortsteil der Gemeinde Lindlar im Oberbergischen Kreis im Regierungsbezirk Köln in Nordrhein-Westfalen (Deutschland).

## Lage und Beschreibung
Kleuelshöhe liegt südwestlich von Lindlar bei Hohkeppel an der Grenze des Rheinisch-Bergischen Kreises zu Oberhasbach. Eine weitere  Nachbarortschaft ist Unterstaat (Engelskirchen).

## Geschichte
Die Hofstelle wurde vermutlich noch in der Frühzeit der Besiedlung Lindlars um 956 besiedelt.
Die Overather Liste Einwohner und Viehstand von 1848, nach der unter anderem das Steueraufkommen berechnet wurde, gibt ein wenig Einblick in damalige Lebensumstände. Demnach zählte Kleuelshöhe seinerzeit 14 Einwohner. Darunter die siebenköpfige Familie des Ackerers Peter Müller mit fünf Kindern und dem Besitz von 1 Kuh, 1 Rind, 1 Schwein. Dem Ackerer Johann Spiegel gehörte 1 Kuh, 1 Ziege und dem Ackerer Heinrich Breidenassel 1 Ochse, 3 Kühe, ein Schwein, zwei Kälber. Letzterer beschäftigte zwei Personen ohne Lohn, wie die Obrigkeit anmerkte: einer ist wahnsinnig und die Magd hat ein kleines Kind. Ferner wird die Näherin Catharina Fischer aufgezählt: die für zwei Monaten eingezogen, war vorher bei Johann Grötzenbach in Overath.
Aufgrund § 10 und § 14 des Köln-Gesetzes wurden 1975 einzelne Ortschaften von Overath in die Gemeinde Lindlar eingemeindet, darunter auch Kleulshöhe.

## Wander- und Radwege
- Der Wanderweg Rund um Lindlar durchläuft den Ort.
- Die SGV-Hauptwanderstrecke X29 von Essen nach Ueckerath, Bergischer Weg genannt,  führt nördlich an dem Ort vorbei.
- Die SGV-Hauptwanderstrecke X11a von Bergisch Gladbach nach Niederseßmar, Rheinischer Weg genannt,  führt nördlich an dem Ort vorbei.